# The Writing on the Wall (singolo)
The Writing on the Wall è un singolo del gruppo musicale britannico Iron Maiden, pubblicato il 15 luglio 2021 come primo estratto dal diciassettesimo album in studio Senjutsu.

## Descrizione
Scritto dal chitarrista Adrian Smith e dal cantante Bruce Dickinson, si tratta del primo singolo diffuso dal gruppo a distanza di cinque anni da Empire of the Clouds, estratto da The Book of Souls.

## Video musicale
Il video, un cortometraggio animato della durata di oltre sette minuti, è uscito lo stesso giorno della pubblicazione del singolo. All'interno della clip sono stati inseriti numerosi Easter egg riconducenti agli album passati e alle varie personalità assunte da Eddie in oltre quarant'anni di attività della band.

## Tracce
Testi e musiche di Adrian Smith e Bruce Dickinson.
1. Writing on the Wall – 6:13

## Formazione
Gruppo
- Bruce Dickinson – voce
- Dave Murray – chitarra
- Adrian Smith – chitarra
- Janick Gers – chitarra
- Steve Harris – basso, tastiera
- Nicko McBrain – batteria